# Lijst van rijksmonumenten in Warnsveld
De plaats Warnsveld telt 44 inschrijvingen in het rijksmonumentenregister. Hieronder een overzicht.
| Object                                                                              | Oorspronkelijke functie?  | Bouwjaar                         | Architect         | Locatie                   | Coördinaten?                 | Nr.?   | Afbeelding                                                                     |
| ----------------------------------------------------------------------------------- | ------------------------- | -------------------------------- | ----------------- | ------------------------- | ---------------------------- | ------ | ------------------------------------------------------------------------------ |
| Nederlands hervormde kerk (Sint Martinus)                                           | Kerk en kerkonderdeel     | ca. 1100 (toren) ca. 1400 (koor) |                   | Kerkplein 1               | 52° 8' 32" NB, 6° 13' 15" OL | 38316  | Meer afbeeldingen                                                              |
| Hoeve 't spekkink                                                                   | Boerderij                 | 1852 (hoeve) 19e eeuw (schuur)   |                   | Lochemseweg 19            | 52° 8' 26" NB, 6° 16' 14" OL | 38318  | Hoeve 't spekkink                                                              |
| Warkense Molen                                                                      | Industrie- en poldermolen | 1878                             |                   | Lage Lochemseweg 25       | 52° 8' 49" NB, 6° 16' 44" OL | 38319  | Meer afbeeldingen                                                              |
| Nooit Gedacht                                                                       | Industrie- en poldermolen | 1905                             |                   | Molenstraat 68            | 52° 8' 24" NB, 6° 13' 17" OL | 38322  | Meer afbeeldingen                                                              |
| 'De hof', huis van alleen begane grond met hoog schilddak                           | Woonhuis                  | eerste helft 19e eeuw            |                   | Rijksstraatweg 1          | 52° 8' 33" NB, 6° 13' 13" OL | 38323  | 'De hof', huis van alleen begane grond met hoog schilddak                      |
| Deftig herenhuis                                                                    | Woonhuis                  | 1835                             |                   | Rijksstraatweg 2          | 52° 8' 32" NB, 6° 13' 14" OL | 38324  | Deftig herenhuis                                                               |
| Huis 'Het waerle'                                                                   | Woonhuis                  | 1862                             |                   | Rijksstraatweg 67         | 52° 8' 38" NB, 6° 13' 28" OL | 38325  | Meer afbeeldingen                                                              |
| Huize Baank                                                                         | Kasteel, buitenplaats     | 1826                             |                   | Rijksstraatweg 119        | 52° 8' 42" NB, 6° 14' 3" OL  | 38326  | Meer afbeeldingen                                                              |
| Koetshuis van Huize Baank                                                           | Bijgebouwen kastelen enz. | 1826                             |                   | Rijksstraatweg 121        | 52° 8' 44" NB, 6° 14' 5" OL  | 38327  | Meer afbeeldingen                                                              |
| Jachthuis, landhuis, thans hotel, onder hoog schilddak met hoekschoorstenen         | Kasteel, buitenplaats     |                                  |                   | Vordenseweg 2             | 52° 8' 32" NB, 6° 14' 38" OL | 38329  | Meer afbeeldingen                                                              |
| Noordelijk gedeelte van een pand zonder verdieping                                  | Woonhuis                  | 18e eeuw (bouw) 19e eeuw (verb.) |                   | Schoolstraat 6            | 52° 8' 32" NB, 6° 13' 18" OL | 38330  | Meer afbeeldingen                                                              |
| Zuidelijke gedeelte van een pand zonder verdieping                                  | Woonhuis                  | 18e eeuw (bouw) 19e eeuw (verb.) |                   | Schoolstraat 8            | 52° 8' 32" NB, 6° 13' 18" OL | 38331  | Meer afbeeldingen                                                              |
| Toegangspoort met jonische halve zuilen die een hoofdgestel met fronton dragen      | Gebouw                    |                                  |                   | Vordenseweg terrein GGNet | 52° 8' 9" NB, 6° 14' 53" OL  | 41495  | Toegangspoort met jonische halve zuilen die een hoofdgestel met fronton dragen |
| Huis Welgelegen: hoofdgebouw                                                        | Kasteel, buitenplaats     | 1570                             |                   | Molenstraat 2             | 52° 8' 30" NB, 6° 13' 17" OL | 511155 | Meer afbeeldingen                                                              |
| Huis Welgelegen: historische tuin- en parkaanleg                                    | Tuin, park en plantsoen   | 1850-1900                        |                   | Molenstraat bij 2         | 52° 8' 29" NB, 6° 13' 14" OL | 511157 | Meer afbeeldingen                                                              |
| Huis Welgelegen: tuinprieel (voormalig tennishuisje)                                | Tuin, park en plantsoen   | ca. 1900                         |                   | Molenstraat bij 2         | 52° 8' 30" NB, 6° 13' 14" OL | 511158 | Upload foto                                                                    |
| Huis Welgelegen: houten prieel                                                      | Tuin, park en plantsoen   | ca. 1900                         |                   | Molenstraat bij 2         | 52° 8' 30" NB, 6° 13' 14" OL | 511159 | Meer afbeeldingen                                                              |
| 't Walien: hoofdverblijf (landhuis)                                                 | Kasteel, buitenplaats     | 1915                             |                   | Lochemseweg 27            | 52° 8' 31" NB, 6° 17' 52" OL | 515830 | 't Walien: hoofdverblijf (landhuis)                                            |
| 't Walien: paardenstal                                                              | Bijgebouwen kastelen enz. | 1915                             |                   | Lochemseweg bij 27        | 52° 8' 31" NB, 6° 17' 52" OL | 515831 | Upload foto                                                                    |
| 't Walien: koetshuis                                                                | Bijgebouwen kastelen enz. | 1915                             |                   | Lochemseweg bij 27        | 52° 8' 31" NB, 6° 17' 52" OL | 515832 | Upload foto                                                                    |
| 't Walien: historische tuin- en parkaanleg                                          | Tuin, park en plantsoen   | 1915                             |                   | Lochemseweg bij 27        | 52° 8' 44" NB, 6° 18' 16" OL | 515833 | Upload foto                                                                    |
| 't Walien: hondenverblijf                                                           | Tuin, park en plantsoen   | 1915                             |                   | Lochemseweg bij 27        | 52° 8' 31" NB, 6° 17' 52" OL | 515834 | Upload foto                                                                    |
| 't Walien: dienstwoning en paardenstal                                              | Bijgebouwen kastelen enz. | 1875-1900                        |                   | Lochemseweg 29            | 52° 8' 27" NB, 6° 18' 3" OL  | 515835 | Upload foto                                                                    |
| Veldzicht: villa                                                                    | Woonhuis                  | 1860-1865                        |                   | Rijksstraatweg 113        | 52° 8' 41" NB, 6° 13' 49" OL | 515837 | Veldzicht: villa                                                               |
| Veldzicht: koetshuis en hondenhok                                                   | Opslag                    | begin 20e eeuw                   |                   | Rijksstraatweg bij 113    | 52° 8' 41" NB, 6° 13' 49" OL | 515838 | Upload foto                                                                    |
| Veldzicht: tuinhuis                                                                 | Tuin, park en plantsoen   | begin 20e eeuw                   |                   | Rijksstraatweg bij 113    | 52° 8' 43" NB, 6° 13' 49" OL | 515839 | Upload foto                                                                    |
| Veldzicht: toegangshek ontsluit het perceel van het villacomplex aan de straatzijde | Erfscheiding              | 1865-1895                        |                   | Rijksstraatweg bij 113    | 52° 8' 43" NB, 6° 13' 49" OL | 515840 | Upload foto                                                                    |
| Veldzicht: tuinaanleg aan de achterzijde van villa veldzicht                        | Tuin, park en plantsoen   | 1905-1915                        |                   | Rijksstraatweg bij 113    | 52° 8' 43" NB, 6° 13' 49" OL | 515841 | Upload foto                                                                    |
| De Vryhof: landhuis                                                                 | Woonhuis                  | 1933                             | T.J. Loggers      | Lage Lochemseweg 20       | 52° 8' 58" NB, 6° 18' 52" OL | 515843 | Upload foto                                                                    |
| De Vryhof: tuinhuis                                                                 | Tuin, park en plantsoen   | 1933                             | T.J. Loggers      | Lage Lochemseweg bij 20   | 52° 8' 57" NB, 6° 18' 53" OL | 515844 | Upload foto                                                                    |
| Houten pre-fabwoning, afkomstig uit Noorwegen                                       | Woonhuis                  | 1915-1925                        |                   | Boslaan 16                | 52° 8' 33" NB, 6° 14' 12" OL | 515845 | Upload foto                                                                    |
| Vrijstaand landhuis in Delftse Schoolstijl                                          | Woonhuis                  | 1939                             |                   | Rhienderinklaan 2         | 52° 8' 38" NB, 6° 13' 55" OL | 515846 | Upload foto                                                                    |
| Stuw van het type glijschuif                                                        | Waterkering en -doorlaat  | 1925                             |                   | in de rivier de Berkel    | 52° 8' 46" NB, 6° 14' 21" OL | 515847 | Stuw van het type glijschuif                                                   |
| Catharinahoeve                                                                      | Woonhuis                  | 1913-1915                        | A.H. Wegerif Gzn. | Rijksstraatweg 156        | 52° 8' 39" NB, 6° 13' 52" OL | 515848 | Catharinahoeve                                                                 |
| Schelfhorst                                                                         | Woonhuis                  | 1910                             |                   | Rijksstraatweg 152        | 52° 8' 39" NB, 6° 13' 50" OL | 515849 | Schelfhorst                                                                    |
| Aardappelkelder                                                                     | Boerderij                 | ca. 1878                         |                   | Lage Lochemseweg bij 23   | 52° 8' 49" NB, 6° 16' 45" OL | 515850 | Upload foto                                                                    |
| Huis 't Velde: hoofdgebouw                                                          | Kasteel, buitenplaats     | 16e eeuw                         |                   | Rijksstraatweg 127        | 52° 8' 41" NB, 6° 14' 40" OL | 526688 | Meer afbeeldingen                                                              |
| Huis 't Velde: tuin- en parkaanleg                                                  | Tuin, park en plantsoen   | begin 19e eeuw                   | H. van Lunteren   | Rijksstraatweg bij 127    | 52° 8' 44" NB, 6° 14' 33" OL | 526690 | Meer afbeeldingen                                                              |
| Huis 't Velde: toegangsbrug naar westelijk eiland                                   | Tuin, park en plantsoen   | 19e eeuw                         |                   | Rijksstraatweg 127        | 52° 8' 43" NB, 6° 14' 44" OL | 526691 | Meer afbeeldingen                                                              |
| Huis 't Velde: toegangsbrug op voorplein                                            | Tuin, park en plantsoen   | 19e eeuw                         |                   | Rijksstraatweg bij 127    | 52° 8' 43" NB, 6° 14' 44" OL | 526692 | Meer afbeeldingen                                                              |
| Huis 't Velde: kademuur                                                             | Tuin, park en plantsoen   | 18e eeuw                         |                   | Rijksstraatweg bij 127    | 52° 8' 43" NB, 6° 14' 44" OL | 526693 | Meer afbeeldingen                                                              |
| Huis 't Velde: koetshuis                                                            | Bijgebouwen kastelen enz. | 18e eeuw                         |                   | Rijksstraatweg bij 127    | 52° 8' 41" NB, 6° 14' 40" OL | 526694 | Meer afbeeldingen                                                              |
| Huis 't Velde: volière                                                              | Tuin, park en plantsoen   | 19e eeuw                         |                   | Rijksstraatweg bij 127    | 52° 8' 43" NB, 6° 14' 44" OL | 526695 | Meer afbeeldingen                                                              |
| Huis 't Velde: hekpijlers                                                           | Tuin, park en plantsoen   |                                  |                   | Rijksstraatweg bij 127    | 52° 8' 41" NB, 6° 14' 36" OL | 528727 | Meer afbeeldingen                                                              |